# Ukyo Sasahara
Ukyo Sasahara (em japonês: 笹原 右京; Numata, 24 de abril de 1996) é um automobilista japonês. Ele foi campeão do Campeonato Asiático de Fórmula 3 de 2019.

## Carreira

### Campeonato Asiático de Fórmula 3
Sasahara foi contratado pela equipe Hitech Grand Prix para a disputa da temporada de 2019 do Campeonato Asiático de Fórmula 3 (atual Campeonato de Fórmula Regional Asiática), com ele se sagrando campeão. O piloto permaneceu com a Hitech para a disputa da temporada de 2019–20, como piloto convidado.